# Bruno Cheyrou
Bruno Cheyrou (ur. 5 maja 1978 w Suresnes) – francuski piłkarz występujący na pozycji pomocnika.

## Kariera klubowa
| Sezon   | Klub                      | Kraj    | Rozgrywki      | Mecze | Bramki | Rozgrywki Europy                    | Mecze | Bramki |
| ------- | ------------------------- | ------- | -------------- | ----- | ------ | ----------------------------------- | ----- | ------ |
| 1998/99 | Lille OSC                 | Francja | Division 2     | 20    | 6      | -                                   | -     | -      |
| 1999/00 | Lille OSC                 | Francja | Division 2     | 21    | 5      | -                                   | -     | -      |
| 2000/01 | Lille OSC                 | Francja | Division 1     | 27    | 6      | -                                   | -     | -      |
| 2001/02 | Lille OSC                 | Francja | Division 1     | 27    | 11     | Liga Mistrzów UEFA Liga Europy UEFA | 7 4   | 3 1    |
| 2002/03 | Liverpool F.C.            | Anglia  | Premier League | 19    | 0      | Liga Mistrzów UEFA Liga Europy UEFA | 4 1   | 1 0    |
| 2003/04 | Liverpool F.C.            | Anglia  | Premier League | 12    | 2      | Liga Europy UEFA                    | 3     | 0      |
| 2004/05 | Olympique Marsylia (wyp.) | Francja | Ligue 1        | 19    | 1      | -                                   | -     | -      |
| 2005/06 | Girondins Bordeaux (wyp.) | Francja | Ligue 1        | 26    | 1      | -                                   | -     | -      |
| 2006/07 | Stade Rennais             | Francja | Ligue 1        | 35    | 3      | -                                   | -     | -      |
| 2007/08 | Stade Rennais             | Francja | Ligue 1        | 27    | 0      | Liga Europy UEFA                    | 6     | 2      |
| 2008/09 | Stade Rennais             | Francja | Ligue 1        | 23    | 4      | Liga Europy UEFA                    | 3     | 0      |
| 2009/10 | Stade Rennais             | Francja | Ligue 1        | 8     | 0      | -                                   | -     | -      |
| 2009/10 | Anorthosis                | Cypr    | Protathlima A’ | 9     | 1      | -                                   | -     | -      |
| 2010/11 | FC Nantes                 | Francja | Ligue 2        | 32    | 1      | -                                   | -     | -      |
| 2011/12 | FC Nantes                 | Francja | Ligue 2        | 9     | 0      | -                                   | -     | -      |

Stan na: 20 sierpnia 2012 r.

## Kariera Reprezentacja
W reprezentacji Francji zadebiutował 21 sierpnia 2002 w zremisowanym 1:1 meczu z Tunezją i łącznie rozegrał dla niej 3 mecze. Brat Bruno – Benoît – także jest zawodowym piłkarzem.